# Даву, Биа
Биа Даву (греч. Μπία Ντάβου; 1932—1996) — греческая художница.

## Жизнь и творчество
Родилась в октябре 1932 года в Афинах.
В 1952—1958 годах изучала живопись в ателье Костаса Илиадиса, где также некоторое время работала его помощницей. Затем много путешествовала по миру, что сформировало художественную индивидуальность Даву.
Первоначально художница писала композиции, в которых стремилась к стилю абстрактного экспрессионизма и информализма. Ее первая персональная выставка была представлена в Афинах в галерее Nees Morfes в 1960 году. Решительный поворот в ее карьере был сделан в конце 1960-х годов, когда она постепенно отказалась от холста для трехмерных конструкций и сред. С начала 1970-х годов она стала проявлять интерес к созданию новой формы языкового общения на основе техники и современных технологий, познакомившись с математикой и информатикой. Даву создает свои композиции, в частности Serial Structures, на основе бинарной системы и последовательности Фибоначчи.
Биа Даву была членом арт-группы Processes-Systems, основанной в 1975 году Эммануэлем Мавроматисом (Emmanuel Mavromatis). Она представила 12 персональных выставок в Греции, в основном в сотрудничестве с арт-галереей Desmos. Также участвовала в шести греческих выставках (Pan-Hellenics, 1957-1987), а также во многих других международных групповых выставках и художественных ярмарках, таких как Paris Biennale for Young Artists (1961), Biennale of Alexandria (Египет, 1967), Europalia (Брюссель, 1982), Художественная биеннале в Сан-Паулу (1987) и других.
Даву была членом Художественной палаты Греции и членом Греческого эстетического общества. С 1962 года была замужем за математиком и художником Пантелисом Ксагорарисом (Pantelis Xagoraris), у них был сын Зафос Ксагорарис (Zafos Xagoraris).
Умерла 12 августа 1996 года в Афинах.

## Память
- Последняя персональная выставка греческой художницы вскоре после её смерти была представлена в 1996 году в Афинах в House of Cyprus. Национальный музей современного искусства организовал в 2008 году крупную ретроспективную выставку художницы.[8]
- Сын художницы передал в Национальный музей современного искусства в Афинах архив из более 2000 документов, относящихся к Биа Даву и её мужу.